# Josef Křížek (motocyklový závodník)
Josef Křížek (11. dubna 1917 Praha – 20. června 2009) byl český silniční motocyklový závodník a konstruktér silničních závodních motocyklů.

## Závodní kariéra
Závodit začínal v roce 1937 na Jawě 175 cm³, kterou předělal na vodní chlazení. Dále závodil na Jawě 350 OHC a HRD Vincent 1000. V mistrovství Československa silničních motocyklů startoval v letech 1957, 1960–1967 a 1977. Závodil ve třídách do 50 cm³, 125 cm³ a 250 cm³ na motocyklech Jawa, ČZ a Zupa. V mistrovství Československa skončil nejlépe na celkovém pátém místě v roce 1962 ve třídě do 250 cm³. Jeho nejlepším výsledkem v jednotlivém závodě mistrovství Československa je 3. místo v Litomyšli v roce 1957 ve třídě do 250 cm³.

## Úspěchy
- Mistrovství Československa silničních motocyklů – celková klasifikace
  - 1957 do 250 cm³ – 6. místo – Jawa
  - 1960 do 250 cm³ – nebodoval – Jawa
  - 1961 do 125 cm³ – 12. místo – Jawa
  - 1961 do 250 cm³ – nebodoval – Jawa
  - 1962 do 125 cm³ – 7. místo – Jawa
  - 1962 do 250 cm³ – 5. místo – Jawa
  - 1963 do 125 cm³ – 11. místo – Jawa
  - 1964 do 125 cm³ – 20. místo – ČZ OHC
  - 1966 do 125 cm³ – nebodoval – ČZ
  - 1967 do 125 cm³ – 20. místo – ČZ
  - 1977 do 50 cm³ – 28. misto – Zupa